# Liste der denkmalgeschützten Objekte in St. Peter am Wimberg
Die Liste der denkmalgeschützten Objekte in Sankt Peter am Wimberg enthält die denkmalgeschützten, unbeweglichen Objekte der Gemeinde St. Peter am Wimberg in Oberösterreich (Bezirk Rohrbach).

## Denkmäler
| Foto |                 | Denkmal                                                               | Standort                             | Beschreibung | Metadaten |
| ---- | --------------- | --------------------------------------------------------------------- | ------------------------------------ | --- | --- |
| ja   | Datei hochladen | Kath. Pfarrkirche hl. Apostel Petrus HERIS-ID: 18281 Objekt-ID: 14574 | Pfarrerberg 1 Standort KG: St. Peter | Hoher, fünfjochiger, mittelalterlicher Saalbau mit barockisierten Fassaden und barocken Anbauten. Der romanische Bau wurde 1134 geweiht und ab der ersten Hälfte des 15. Jahrhunderts in mehreren Phasen umgebaut. Die Pfarrkirche zeigt eine gelungene Verbindung von historischer Einrichtung und zeitgenössischer Altarraumgestaltung aus Holz. | BDA-Hist.: Q37844156 Status: § 2a Stand der BDA-Liste: 2025-06-30 Name: Kath. Pfarrkirche hl. Apostel Petrus GstNr.: 390/3 Saint Peter parish church (Sankt Peter am Wimberg) |
| ja   | Datei hochladen | Pfarrhof HERIS-ID: 18280 Objekt-ID: 14573                             | Pfarrerberg 1 Standort KG: St. Peter | 1733 wohl nach Plänen von Jakob Prandtauers als zweigeschoßiger Bau mit schmalem Mittelrisalit und Mansarddach mit Schopf errichtet und mehrfach restauriert. | BDA-Hist.: Q37844142 Status: § 2a Stand der BDA-Liste: 2025-06-30 Name: Pfarrhof GstNr.: 649                                                                                  |